# Kartometrie

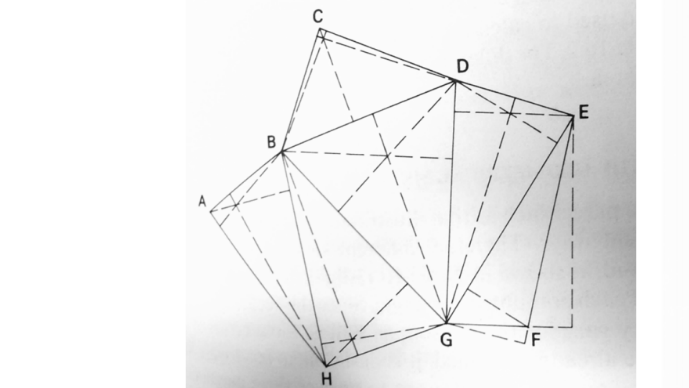
Rozklad na jednoduché geometrické útvary

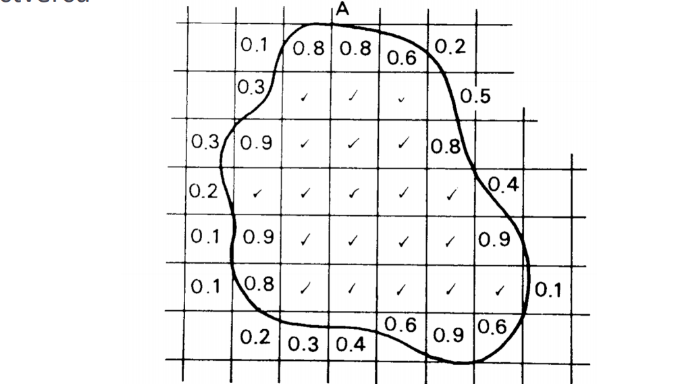
Výpočet pomocí mřížky - čtverečková metoda

Kartometrie je kartografická disciplína, zabývající se mapovým měřením.

## Zásady
Obecné zásady pro měření vzdálenosti na mapách:
- délky by měly být měřeny na délkojevných mapách, za délkojevné je možné považovat topografické mapy velkého měřítka
- je třeba zjistit přesnost měřického nástroje a provést kalibraci
- při použití ručních měřidel měřit vždy několikrát, abychom zajistili přesnost měření.

## Pomůcky
- Pomůcky pro měření přímých čar: stanovení vzdálenosti ze souřadnic, pravítka, měřítka pro konkrétní měřítko mapy.[1]
- Pomůcky pro měření křivek: křivkoměr, odpichovátko, měření nitkou a řetízkem.[1]

## Metody
- Rozklad na lichoběžníky: princip nitkového, či harfového planimetru. Rozkládáme plochu na pásy o známé výšce, pomocí měřidla zjistíme všechny délky středních příček lichoběžníků.
- Rozklad na jednoduché geometrické útvary: rozklad za pomocí trojúhelníku a pravoúhelníku
- Výpočet pomocí mřížky, čtverečková metoda: přes útvar se přeloží čtvercová mřížka a spočítá se počet čtverců, které zcela spadají do měřeného útvaru a počet čtverců, které spadají jen částečně.[1]

## Využití
Existuje mnoho oblasti lidské činnosti a organizace, které jsou spojeny s používáním map a nutností provádět měření na mapách:
- Vědecké použití
- Vyhledávání trasy
- Administrativní použití
- Kartometrická analýza starých kartografických děl
- Navigace na moři

oblasti územního plánování, sledování časoprostorových z
Principy kartometrie jsou vlastně obsaženy ve všech měřických úlohách, které jsme zvyklí provádět v GIS.